# 内海太一
内海 太一（うつみ たいち、2000年（平成12年）11月6日 - ）は、日本のタレント、歌手、俳優。男性アイドルグループ、カラフルダイヤモンドのメンバーである。
大阪府出身。フォーチュンエンターテイメント所属。2017年にBOYS AND MEN研究生関西（ボイメン大阪研究生）の結成時メンバーとしてデビュー、2023年にカラフルダイヤモンドのメンバーとなる。カラフルダイヤモンドでのメンバーカラーはグリーン。

## 人物、略歴
身長は180cm、血液型はA型。特技はアクロバット、ピアノ、バスケットボール、ゲーム、趣味はアニメ鑑賞、数学。
家族揃ってアイドルグループの嵐が好きで、「自分も誰かに憧れられる存在、キラキラした気持ちを与えられる存在になりたい」と思っていたこと、視力が悪く眼鏡をかけていたが、眼鏡からコンタクトレンズに替えた姿を周囲から褒められて「もっと自分を見てほしい」という気持ちが生まれたことで、芸能界を目指すようになる。
高校2年時の2017年、スポーツ用品店でBOYS AND MENエリア研究生プロジェクトの募集広告を見かけてこれに応募。オーディションとレッスンを経て、同年11月23日、髙橋真佳把、上田怜苑らと共に、BOYS AND MENエリア研究生関西（後のボイメン大阪研究生）の結成メンバーとしてデビューした。初期より研究生関西の選抜メンバー、エリア研究生のフロントメンバーの1人となる。BOYS AND MENの舞台『ホワイト☆タイツ』がBMKとエリア研究生によって再演されたときは、かつて田中俊介が演じたメインキャスト・安藤芳樹の役に就いた。2020年、エリア研究生の選抜ユニット・キラキラ★選抜隊のメンバーとなる。2021年秋期のボイメンエリア研究生の共同生活プロジェクト始動およびエリア全グループの集約に伴い、活動の基盤が大阪から所属事務所や常設劇場がある名古屋に移った。エリア研究生時代より外部舞台に出演する機会も得ている。
2023年5月、エリア研究生1期生による新グループ・カラフルダイヤモンドのメンバーとなる。グループ内ではMC役を任されることが多く、「おしゃべり担当」「お笑い担当」を自称する。カラフルダイヤモンドのリーダーとなった國村諒河は、「研究生時代はリーダーになるなら“内海か國村か”みたいな感じだった」と述べている。個人で俳優としても活動し、2024年に2.5次元ミュージカル『ミュージカル『新テニスの王子様』The Fourth Stage』に仁王雅治役で出演、2025年に『舞台「鬼滅の刃」 其ノ伍 襲撃 刀鍛冶の里』に不死川玄弥役で出演した。

## 出演
グループの出演はボイメンエリア研究生#出演を参照

### 舞台
- ホワイト☆タイツ（2018年） - 安藤芳樹 役
- RETURNER〜僕たちの幕末異伝〜（2019年） - 土方歳三 役[17]
- なごや万華鏡落語（2019年）[11]
- 30-DELUX 「デラ・ガムシャラ2020〜僕らのアオハル日記〜」（2020年）[12]
- ミュージカル『キミのために散る』（2020年）[1]
- Foodtruck FixYou〜full course〜（2021年） - 是枝忍 役[1]
- ミュージカル『新テニスの王子様』The Fourth Stage（2024年） - 仁王雅治 役[15]
- カラフルダイヤモンド〜君と僕のドリーム〜（2024年） - 内海太一 役[18]
  - カラフルダイヤモンド〜君と僕のドリーム2〜（2024年）[19]
- 30-DELUX NAGOYA「国性爺合戦〜虎が目覚めし刻」（2024年）[20]
- 舞台『鬼滅の刃』 其ノ伍 襲撃 刀鍛冶の里（2025年） - 不死川玄弥 役[21]
- TOKAI RADIO PRODUCE 舞台『十二人の怒れる男』（2025年8月8日 - 11日〈予定〉、千種文化小劇場） - 陪審員6号 役[22]

### テレビドラマ
- 新・ミナミの帝王 第18作「バイトテロの誘惑」（2020年、関西テレビ） - 大学生 役[1]

### 映画
- 祭りの後は祭りの前（2020年） - 盗人 役

### その他
- BOYS AND MEN「頭の中のフィルム」 ミュージック・ビデオ（2019年）
- FA・ロボットシステムインテグレータ協会制作ドラマ 『未来に架ける橋』（2021年）
- 平松賢人「灼熱ロマンス」 バックダンサー（2021年）[23]